# 魯斯卡蒙塔訥鄉
45°34′N 22°27′E / 45.567°N 22.450°E
魯斯卡蒙塔訥鄉（羅馬尼亞語：Comuna Rusca Montană, Caraș-Severin），是羅馬尼亞的鄉份，位於該國西南部，由卡拉什-塞維林縣負責管轄，面積154平方公里，海拔高度492米，2007年人口2,116，人口密度每平方公里14人。